# Mengisjevo
Mengisjevo (bulgariska: Менгишево) är ett distrikt i Bulgarien.   Det ligger i kommunen Obsjtina Vărbitsa och regionen Sjumen, i den östra delen av landet, 270 km öster om huvudstaden Sofia.
I omgivningarna runt Mengisjevo växer i huvudsak lövfällande lövskog. Runt Mengisjevo är det glesbefolkat, med 20 invånare per kvadratkilometer.